# Жимон (Лоара)
Жимон (фр. Gimond) насеље је и општина у источној Француској у региону Рона-Алпи, у департману Лоара која припада префектури Монбризон.
По подацима из 2011. године у општини је живело 283 становника, а густина насељености је износила 83,98 становника/km². Општина се простире на површини од 3,37 km². Налази се на средњој надморској висини од 680 метара (максималној 773 m, а минималној 598 m).

## Демографија
| 1962. | 1968. | 1975. | 1982. | 1990. | 1999. | 2011. |
| ----- | ----- | ----- | ----- | ----- | ----- | ----- |
| 158   | 168   | 174   | 197   | 221   | 217   | 283   |

График промене броја становника у току последњих година